# Mawlamyine
Mawlamyine (někdy také Mawlamyaing, barmsky မော်လမြိုင်မြို့) je přístavní město v Myanmaru. Leží 300 kilometrů jihovýchodně od Rangúnu a 70 kilometrů jižně od Thatonu v ústí řeky Salwin v myanmarském Monském státě na pobřeží Martabanského zálivu v Andamanském moři. V roce 2014 zde žilo přibližně 289 tisíc obyvatel a šlo tak o čtvrté nejlidnatější město v zemi. V letech 1826 až 1852 bylo město prvním hlavním městem Britské Barmy. Je nejvýznamnějším městem v regionu jihovýchodního Myanmaru, nejvýznamnějším přístavním městem v zemi a jedním z nejvýznamnějších obchodních a kulturních center v zemi. 
Město je etnicky smíšené, žijí zde zejména Monové, Číňané, Barmánci, Indové a Karenové. Podobná je situace i z hlediska náboženství, ve městě se střetávají jižní buddhismus, křesťanství, islám a hunduismus. Město bylo dlouhá léta třetím nejlidnatějším městem v zemi po Rangúnu a Mandalaji, nicméně ve 21. století jej z hlediska počtu obyvatel předstihlo město Neipyijto. Nachází se zde Letiště Mawlamyine s pravidelnými lety do Rangúnu. Panuje zde tropické monzunové podnebí. 